# Ніна Кемерон Грем
Ніна Кемерон Воллі (англ. Nina Cameron Walley, до шлюбу Грем; (англ. Graham), 11 березня 1891-24 березня 1974) - британсько-канадська інженерка. Перша жінка, яка здобула ступінь інженера у Великій Британії.

## Раннє життя і освіта
Ніна Камерон Грем народилася в Чеширі в сім'ї Мері Кемерон Грем (до шлюбу Склейтер) та капітана Чарльза Грема, колишнього морського капітана та голови Товариства друзів моряків та човнірів. Перед переходом до інженерного факультету Воллі навчалась на бакалавраті в університеті Ліверпуля. Вона отримала результат 2-го ступеня на підсумкових іспитах, включаючи "виснажливий шестигодинний іспит", де їй довелося проєктувати залізничний міст, який здобув їй ступінь бакалавра технічних наук.

## Життя в Канаді
Після закінчення університету Ніна Кемерон Грем вирушила в Канаду і 12 жовтня 1912 р. одружилася з Сесілом Стівеном Воллі (1890-1960), студентом Ліверпульського університету, який випустився двома роками раніше.. У медовий місяць Воллі обстежила будівництво дамби в долині Ку'Аппель у Саскачевані. Ніна Кемерон Грем не займалася професійною практикою як інженерка, але брала участь у роботі чоловіка, інженера-будівельника. В інтерв’ю 1965 року вона сказала: "Я використовувала свої знання, щоби допомогти як своєму чоловіку, також будівельному інженеру, так і своїм дітям, коли вони вивчали математику та фізику в школі".
У шлюбі мала 5 синів і 5 дочок. Двох синів було вбито під час служби в Королівських ВВС Канади під час Другої світової війни: Летний офіцер Кіт Міншулл Воллі був убитий на службі у квітні 1943 року у віці 20 років, а лейтенант ВВС Кеннет Річард Воллі був убитий під час бою у Франції в жовтні 1944 року у віці 28 років.
Ніна Кемерон Грем жила у Вінніпезі з 1912 р. до своєї смерті в березні 1974 р..

## Спадщина
Ліверпульський університет присуджує щорічну премію Ніни Кемерон Грем для студенток з найвищим рейтингом, які отримали ступінь бакалавра цивільного будівництва.